# Жюжаль-Назарет
Жюжа́ль-Назаре́т (фр. Jugeals-Nazareth, окс. Jutjal e Nasareth) — коммуна во Франции, находится в регионе Лимузен. Департамент — Коррез. Входит в состав кантона Брив-ла-Гайард-Сюд-Уэст. Округ коммуны — Брив-ла-Гайард.
Код INSEE коммуны — 19093.
Коммуна расположена приблизительно в 430 км к югу от Парижа, в 90 км южнее Лиможа, в 27 км к юго-западу от Тюля.

## Население
Население коммуны на 2008 год составляло 819 человек.
| 1962 | 1968 | 1975 | 1982 | 1990 | 1999 | 2008 |
| ---- | ---- | ---- | ---- | ---- | ---- | ---- |
| 237  | 241  | 311  | 502  | 604  | 687  | 819  |

## Администрация
| Период | Период | Фамилия       | Партия | Примечания |
| ------ | ------ | ------------- | ------ | ---------- |
| 2001   | 2008   | Антуан Ламага |        |            |
| 2008   |        | Андре Бушери  |        |            |

## Экономика

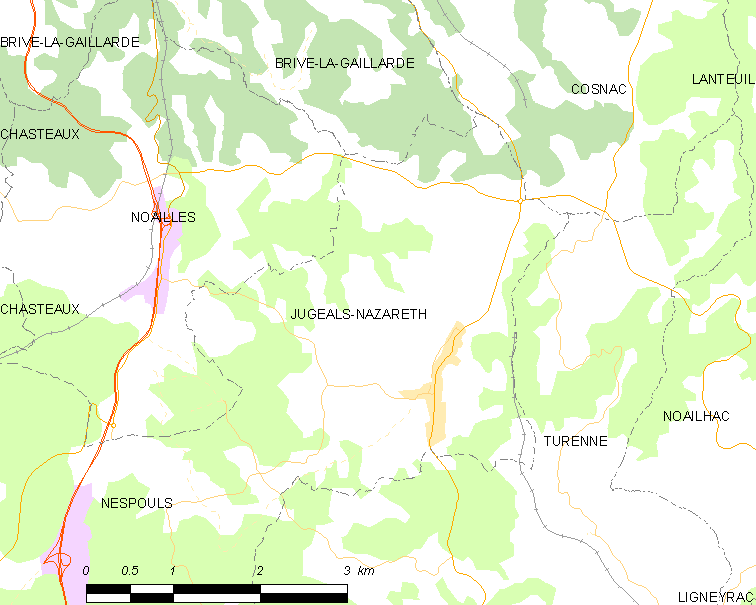
Карта коммуны

В 2007 году среди 533 человек в трудоспособном возрасте (15-64 лет) 408 были экономически активными, 125 — неактивными (показатель активности — 76,5 %, в 1999 году было 75,5 %). Из 408 активных работали 383 человек (193 мужчины и 190 женщин), безработных было 25 (8 мужчин и 17 женщин). Среди 125 неактивных 48 человек были учениками или студентами, 49 — пенсионерами, 28 были неактивными по другим причинам.

## Достопримечательности
- Церковь. Памятник истории с 1928 года[3]